# James Ewell Brown Stuart
James Ewell Brown Stuart (anglès: James Ewell Brown “J.E.B.” Stuart)  (Laurel Hill Farm, 6 de febrer de 1833 - Richmond, 12 de maig de 1864) va ser un soldat estatunidenc de Virgínia i un general de l'Exèrcit Confederat durant la Guerra de Secessió. Els seus amics el coneixien per "Jeb". Stuart va ser un comandant de cavalleria conegut pel seu mestratge en el reconeixement i l'ús de la cavalleria en operacions ofensives. El seu aspecte del sud i la seva imatge de cavaller li van donar fama en la zona rebel. Va morir al maig de 1864 durant la campanya d'Overland en la batalla de Yellow Tavern.

## Joventut
James Ewell Brown Stuart va néixer a Laurel Hill Farm, una plantació al comtat de Patrick, Virgínia, prop de la frontera amb Carolina del Nord. El seu pare, Archibald Stuart, era polític. La seva mare, Elizabeth Stuart, era coneguda com una dona estrictament religiosa amb un gran amor per la naturalesa.

## Educació
Amb catorze anys, James va entrar al col·legi de Wytheville. Va visitar la universitat d'Emory & Henry entre 1848 i 1850. En 1854 va decidir entrar a l'Acadèmia Militar dels Estats Units a l'Estat de Nova York, de la qual en aquell moment n'era comandant Robert E. Lee. Stuart es va graduar com tretzè de la seva classe sobre un total de 46, el 1854. Va rebre el rang de sergent de cavalleria, el més alt al qual els cadets podien arribar.

## Exèrcit estatunidenc
En 1854, Stuart va ser destinat a la divisió Mounted Rifles en Texas. Aviat va ser transferit i ascendit al Primer Regiment de Cavalleria, acabat de formar. Allà es va descobrir el seu talent en el lideratge. El juliol del 1857 va ser ferit mentre lluitava contra nadius a les fronteres. El 1859, Stuart va destacar en ser, voluntàriament, l'ajudant de camp del general Robert E. Lee. Va ser ascendit a capità a l'abril de 1861, però es va retirar de l'exèrcit el 14 de maig de 1861 per tal d'unir-se al nou exèrcit confederat després de la secessió de Virgínia.

## Exèrcit Confederat
J.I.B. Stuart va entrar a l'Exèrcit Confederat com a Tinent Coronel d'Infanteria el 10 de maig de 1861. Al juliol va ascendir a coronel, al setembre a brigada i al juliol de l'any següent a Major General. Va ser protagonista en la primera batalla de Bull Run la qual, malgrat resultar victoriosa, no van tenir gran importància, excepte per a augmentar la moral confederada. Va destacar també en la campanya del Nord de Virgínia essent el responsable de la sostracció de l'uniforme del general de la Unió John Pope, atès que anteriorment havia perdut el seu barret característic durant una persecució. Durant la batalla de Fredericksburg, al desembre de 1862, Stuart va protegir el flanc del tinent general Thomas Jonathan Jackson en l'encreuament de Hamilton. Abans de la batalla, Stuart li va lliurar a Stonewall un uniforme confederat amb brodats daurats que ell va pensar que li donava més aspecte de general.
Al maig de 1863, en la batalla de Chancelorsville, Stuart va ser designat per Lee perquè prengués el comandament del Segon Cos per uns dies després que Stonewall fos mortalment ferit. Va demostrar ser tan hàbil dirigint a la infanteria com ho era fent-ho amb la cavalleria. Quan Stonewall va morir definitivament, es va visitar amb l'uniforme que li havia regalat, a despit del fet que estava tacat d'abundant sang.
Va tornar a la cavalleria, on en la campanya de Gettysburg va tenir un dels seus punts més baixos. Va comandar els cavallers del sud a la batalla de Brandy Station en el major nombre de genets agrupats durant la guerra, al juny de 1863. La batalla es va solucionar en empat i va suposar una vergonya per a la ja no invencible cavalleria confederada.
Durant el segon dia de la batalla de Gettysburg, Stuart va arribar tard, ja que havia marxat a realitzar operacions pels voltants pel seu compte, acció que va suposar un inici desfavorable de la batalla. Duia amb ell una caravana de subministraments de la Unió que havia capturat després d'operacions en els voltants del camp de batalla. El general Lee li va ordenar que envoltés l'exèrcit unionista i que interceptés la ruta de comunicacions, no obstant això, el seu atac va ser rebutjat per la cavalleria de la Unió. Stuart no va ser castigat pels seus actes durant la campanya de Gettysburg.
Durant la campanya d'Overland, un genet unionista desmuntat li va disparar a trenta peus de distància amb una pistola. L'endemà, Stuart va morir a la capital confederada. Les seves últimes paraules murmurades van ser: "I am resigned, God's will be done". Tenia 31 anys. Va deixar la seva dona, Flora Cooke Stuart amb els seus fills J.I.B. Stuart Jr. i Virginia Pelham Stuart. Després de la seva mort, va ser enterrat al cementiri Hollywood de Richmond. La seva dona va guardar dol durant la resta dels seus 49 anys de vida.